# جاك د. مور
جاك د. مور (بالإنجليزية: Jack D. Moore)‏ هو مصمم إنتاجي أمريكي، ولد في 15 أبريل 1906 في دنفر في الولايات المتحدة، وتوفي في 29 ديسمبر 1998 في سانتا مونيكا في الولايات المتحدة.

## وصلات خارجية
- جاك د. مور على موقع IMDb (الإنجليزية)
- جاك د. مور على موقع أول موفي (الإنجليزية)
- جاك د. مور على موقع قاعدة بيانات الفيلم (الإنجليزية)